# قنطريون بلاد الرافدين
قنطريون بلاد الرافدين واسمه العلمي (باللاتينية: Centaurea mesopotamica) نوع نباتي ينتمي إلى جنس القنطريون من الفصيلة النجمية.

## الموئل والانتشار
موطنه المشرق العربي.